# یک روز طولانی
یک روز طولانی فیلمی ایرانی به کارگردانی بابک بهرام‌بیگی که در سال ۱۳۹۴ تولید شده‌است.

## خلاصه داستان
شاهین(رضا بهبودی) نقاشی است که سال‌ها ساکن کشور آلمان بوده‌است و به ایران برگشته است. او پایش به ماجرایی باز می‌شود که برای تصمیم‌گیری فقط یک روز فرصت دارد.

## بازیگران
- شبنم مقدمی
- رضا بهبودی
- علیرضا آرا
- مرتضی یونس زاده
- باران ابراهیمی